# Folkets revolutionära parti
Folkets revolutionära parti, franska: le Parti de la Révolution du Peuple (PRP), är ett politiskt parti i Kongo-Kinshasa, ursprungligen en marxistisk motståndsgrupp i dåvarande Zaire  mot landets diktator Mobutu, bildad 1967 av Laurent Kabila.
Med stöd av Folkrepubliken Kina bildade PRP en marxistisk utbrytarrepublik i Södra Kivu, som finsierades av intäkter från kollektivjordbruk, utpressning och mineralsmuggling. I slutet av 1970-talet och början av 1980-talet hade Kabila samlat på sig en anmärkningsvärt stor personlig förmögenhet och skaffat sig hus i både Dar es Salaam och Kampala. I Kampala ska han ha träffat Ugandas kommande ledare Yoweri Museveni. Museveni och Tanzanias förre president Julius Nyerere presenterade senare Kabila för Paul Kagame, som kom att bli president i Rwanda. Dessa personliga kontakter kom att spela en avgörande roll i mitten av 1990-talet, när Uganda och Rwanda sökte kongolesiska alibin för sin militära invasion av Zaire. 
PRP-staten upplöstes 1988. Kabila försvann och betraktades allmänt som död.